# Schlossteich auf der Braunshardter Weide
Der Schlossteich auf der Braunshardter Weide ist ein flächenhaftes Naturdenkmal in der Gemarkung Braunshardt, Stadt Weiterstadt, im Landkreis Darmstadt-Dieburg in Südhessen. Das Vogelschutzgehölz mit feuchter Kernzone wurde mit Verordnung vom 31. März 1950, veröffentlicht am 3. April 1950, unter Naturschutz gestellt.

## Lage
Das Naturdenkmal befindet sich nordöstlich von Braunshardt in der Feldflur, etwa 500 Meter östlich der Kreisstraße 165 nach Schneppenhausen. Es erstreckt sich auf einer Länge von etwa 240 Metern am Ewigerstumpf-Graben. Seine Fläche umfasst 6288 Quadratmeter. Etwa 100 Meter südlich davon liegt das Naturdenkmal „Vogelschutzbrutstätte Ewigerstumpf“.

## Beschreibung
Das Naturdenkmal „Schlossteich auf der Braunshardter Weide“ besteht aus einem von Gehölzen umgebenen, trockenen Graben und zwei sporadisch mit Wasser gefüllten Mulden. Diese waren noch bis etwa 1850 zwei Teiche, die vermutlich zur Befüllung des Teichs im Park von Schloss Braunshardt genutzt wurden. 1940 bestand nur noch ein Teich, welcher durch die zunehmende Absenkung des Grundwasserspiegels im 20. Jahrhundert ebenfalls weitgehend verschwunden ist.
In der östlichen, feuchteren Mulde wachsen etwas Schilfrohr und Sumpf-Schwertlilie, an ihrem Rand Milchsterne und ein Bestand von Bärlauch. Die Gehölze sind vor allem Weiden und Erlen, Schwarzer Holunder und einige Hybridpappeln.
Das Naturdenkmal ist wegen seiner isolierten Lage ein wichtiges Rückzugsgebiet für viele Tierarten wie Igel, Hermelin, Rebhuhn, Fasan und Wildkaninchen. Hier brüten 20 Vogelarten, darunter auch gelegentlich die Turteltaube. Mehrere Arten von Tagfaltern wurden beobachtet.

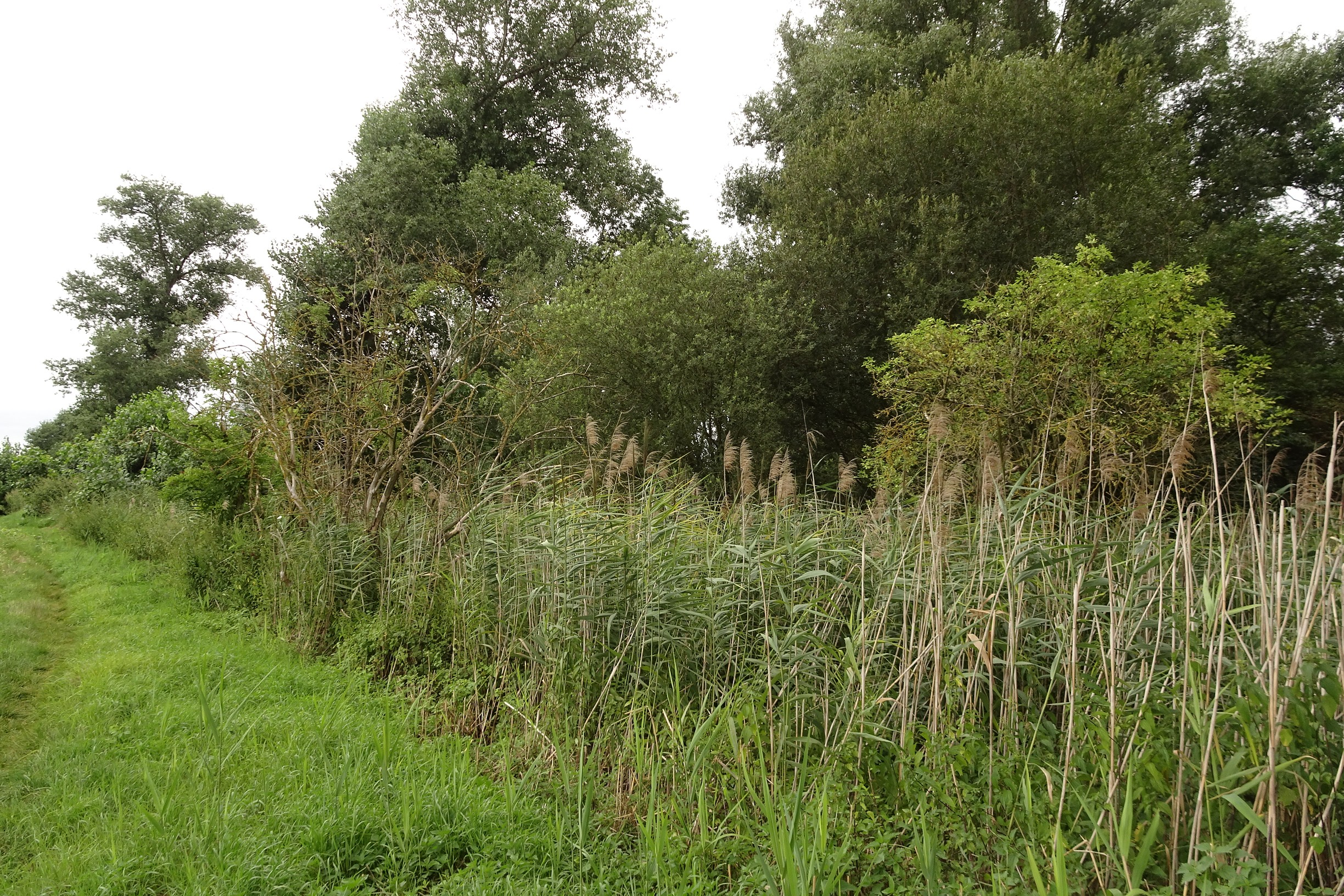
Schilfbestand im verlandeten Teich (2021)
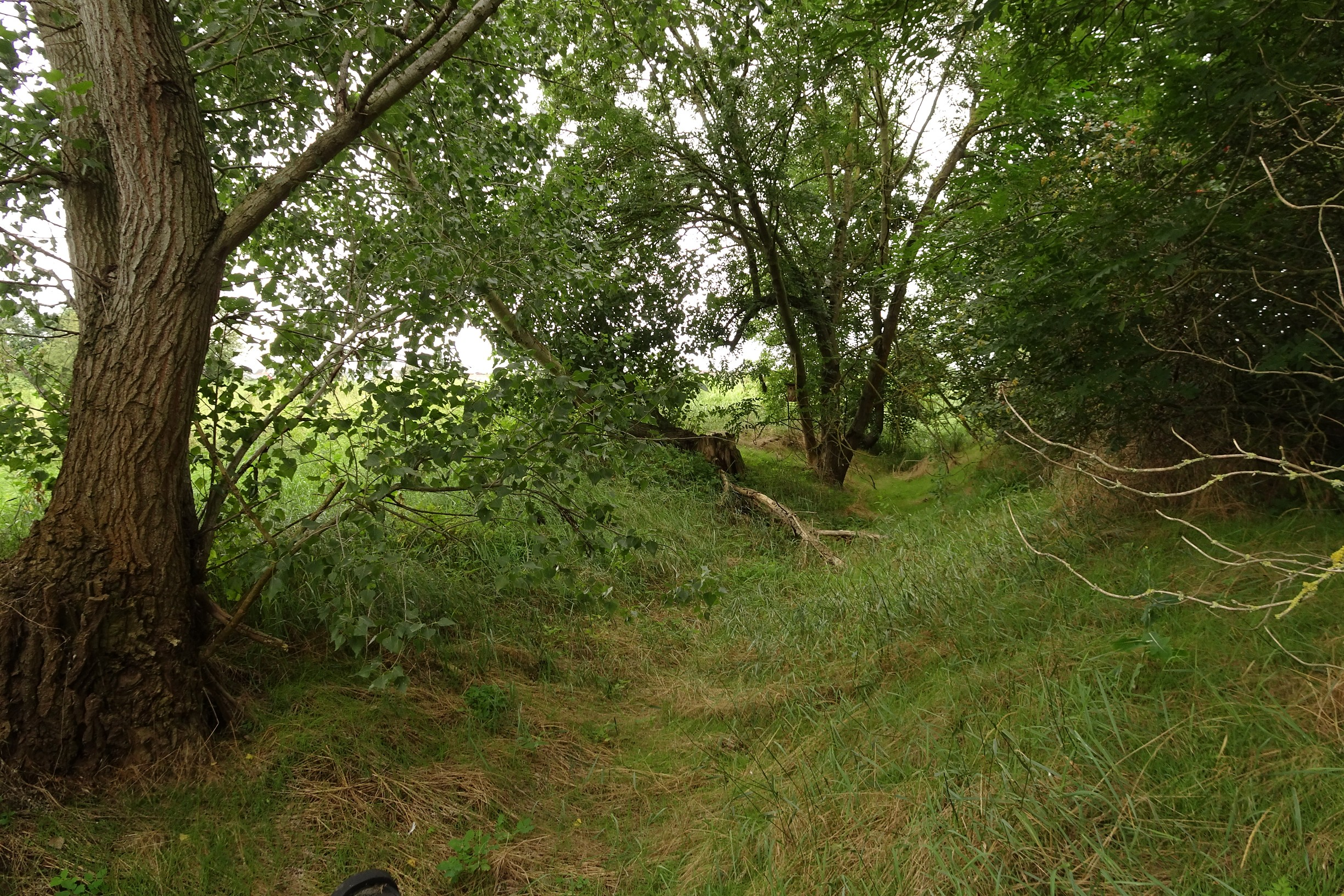
Trockener Graben im Feldgehölz (2021)